# Allosuctobelba obtusa
Allosuctobelba obtusa är en kvalsterart som först beskrevs av Arthur P. Jacot 1938.  Allosuctobelba obtusa ingår i släktet Allosuctobelba och familjen Suctobelbidae. Inga underarter finns listade i Catalogue of Life.